# Fattyúszerkő

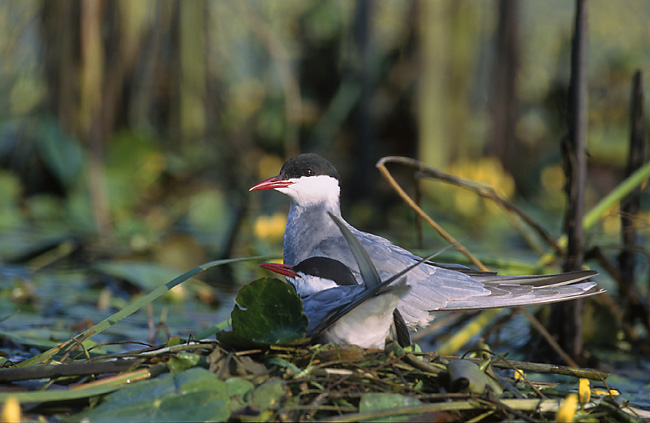

A fattyúszerkő (Chlidonias hybridus) vagy (Chlidonias hybrida) a madarak osztályának a lilealakúak (Charadriiformes) rendjébe és a csérfélék (Sterniidae) családjába tartozó faj.
A korai természettudósok a két közeli rokon faj, a fehérszárnyú szerkő (Chlidonias leucopterus) és a kormos szerkő (Chlidonias niger) hibridjének tartották. Erre utal tudományos nevében a hybridus jelző is illetve innen kapta a fattyúszerkő magyar nevet.

## Előfordulása
Költési területe felöleli Eurázsia szinte  egész mérséklet övét, de Ázsia déli és délkeleti részén illetve Afrikában is előfordul. A szubtrópusi, trópusi területeken élő madarak nem vonulnak.
Az Európában költő madarak téli szállása Afrikában a nagyobb tavak környékén van.  Szikes tavakon, halas tavakon, holtágakban telepszik meg.

## Alfajai
- Chlidonias hybridus hybridus
- Chlidonias hybridus delalandii
- Chlidonias hybridus fluviatilis
- Chlidonias hybridus indicus
- Chlidonias hybridus javanicus
- Chlidonias hybridus sclateri
- Chlidonias hybridus swinhoei

## Megjelenése
Testhossza 23–25 cm, szárnyfesztávolsága 74–78 cm.
Vastag piros csőre , feje tetején fekete színű sapka, és fehér arc jellemzi. Hasoldala sötét szürke, az alsó
szárnyfedői fehérek. Rekedt hangos kiáltása van. 
Mint a szerkők többi faja, ez madár is elsősorban röptében figyelhető meg. Jellemző a könnyed, csapongó, fecskeszerű röpkép. Röpte nem olyan nehézkes, mint a sirályoké, és nem bukik víz alá, mint a csérek.

## Életmódja
Közvetlenül a vízfelszín felett lebegve vadászik rovarokból, halakból és lárvákból álló táplálékára.

## Szaporodása

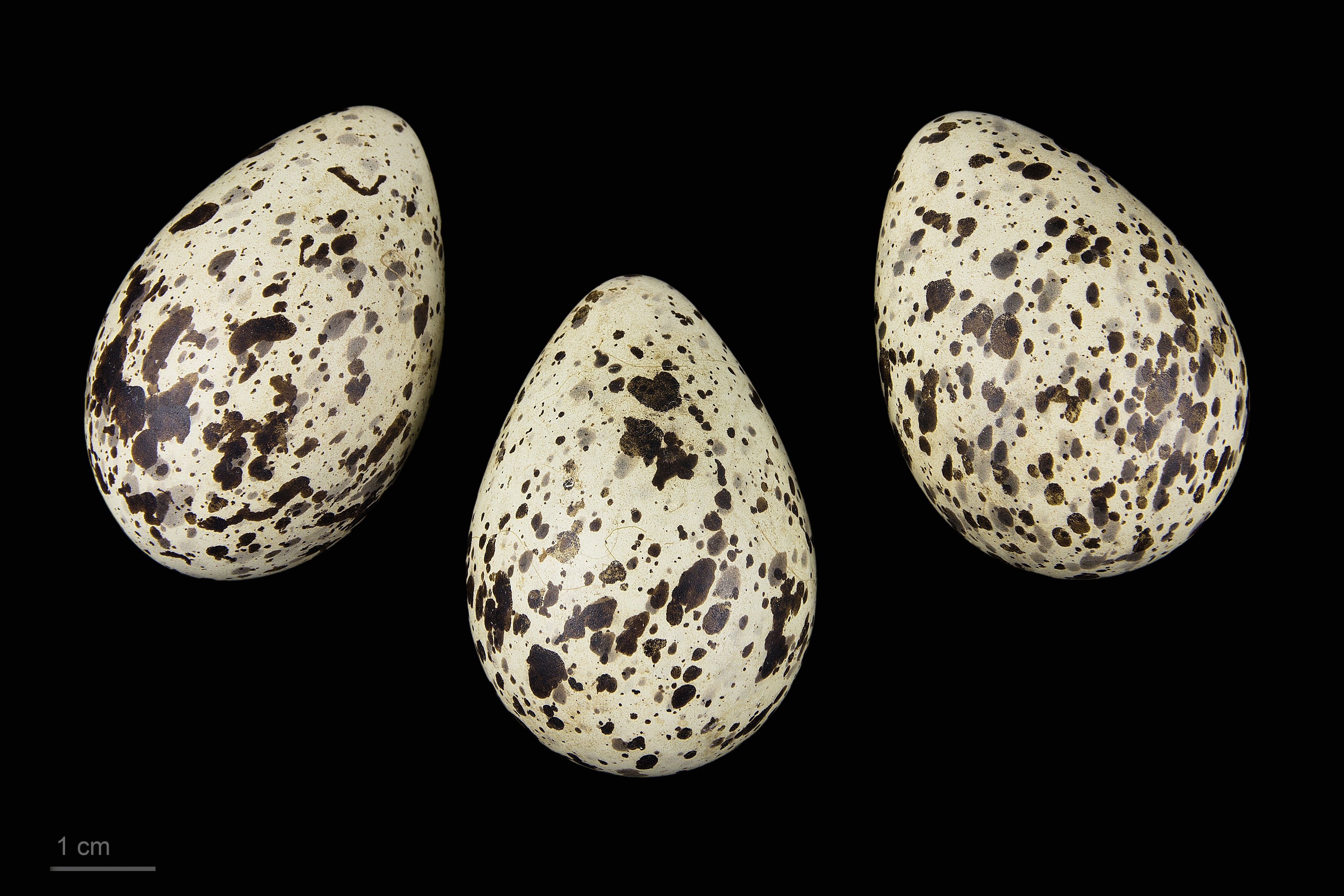
Chlidonias hybrida hybrida

A költési időszaka május közepétől, június végéig tart. Kisebb telepekben költ egyes szikes mocsarak vízállásos részein. Hínárból és más növényi részekből álló úszó fészkét rendszerint a víztükrön úszó hínárnövényzetre, például kolokánra rakja. A fészekalj 3 tojásból áll. A költési idő 18 - 19 nap. A fiókák már a kikelés utáni első napon tudnak úszni, de ha nem zavarják meg őket, még két hétig a fészekben maradnak. Telepesen költ, fészkei közel egymáshoz épülnek, vonuló madár.

## Kárpát medencei előfordulása
Magyarországra április végén, ritkábban május elején érkeznek.
Első csoportjaik szeptemberben hagyják el a Kárpát-medence térségét.

## Védettsége

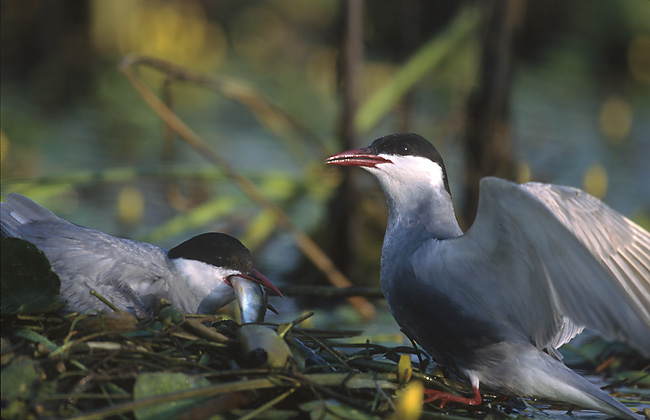

Nagy elterjedési területének köszönhetően a Természetvédelmi Világszövetség Vörös Listáján mint kevéssé veszélyeztetett faj szerepel. Európában csökken az állománya. Magyarországon fokozottan védett, természetvédelmi értéke 100 000 Ft.